# Olivier Rakotondranoro
Olivier Rakotondranoro (ur. 13 grudnia 1973 w Ambatondrazace) – madagaskarski piłkarz grający na pozycji obrońcy. W swojej karierze rozegrał 14 meczów w reprezentacji Madagaskaru.

## Kariera klubowa
W swojej karierze piłkarskiej Rakotondranoro grał w klubie SO Emyrne.

## Kariera reprezentacyjna
W reprezentacji Madagaskaru Rakotondranoro zadebiutował 28 lutego 1999 roku w wygranym 3:1 meczu kwalifikacji do Pucharu Narodów Afryki 2000 z Demokratyczną Republika Konga, rozegranym w Antananarywie. Od 1999 do 2003 wystąpił w kadrze narodowej 14 razy.